# Johannsénite
La johannsénite est une espèce minérale du groupe des silicates et du sous-groupe des inosilicates de formule CaMn(Si2O6).

## Historique de la description et appellations

### Inventeur et étymologie
La johannsénite a été décrite en 1932 par Schaller et W.T. Elle fut nommée ainsi en l'honneur d'Albert Johannsen (de), pétrologue et géologue américain de l'Université de Chicago aux États-Unis.

### Topotype
- Les échantillons de référence servant à la description ont été découverts à :

Temperino Mine, Temperino, Campiglia Marittima, Province de Livourne, Toscane, Italie ;
Civillina Mt., Recoaro Terme, Province de Vicence, Vénétie, Italie ;
Franklin Mine, Franklin, Franklin Mining District, Comté de Sussex, New Jersey, États-Unis ;
- Ils sont déposés au National Museum of Natural History de Washington DC (échantillons n°R3118, 97484).

## Caractéristiques physico-chimiques

### Critères de détermination
La johannsénite est un minéral qui peut être gris, brun-noir, brun, vert, verdâtre, bleu ou incolore, se présentant sous la forme de cristaux prismatiques pouvant atteindre 10 cm, de colonnes, de masses radiées, d'agrégats sphérolitiques ou encore de cristaux aciculaires ou prismatiques. Elle possède un éclat vitreux, elle est translucide à opaque, fragile et cassante. Elle présente un clivage bon sur {110}, et sa cassure est irrégulière à conchoïdale. Sa dureté est de 6 sur l'échelle de dureté de Mohs, et sa densité mesurée est de 3,27-3,54. Son trait est gris verdâtre à blanc-gris. La johannsénite présente souvent un jumelage simple et lamellaire sur {100}.

### Composition chimique
La johannsénite de formule CaMn(Si2O6) a une masse moléculaire de 247,186 u, soit 4,10 x 10-25 kg. Elle est donc composée des éléments suivants :
| Élément   | Nombre (formule)    | Masse des atomes (u) | % de la masse moléculaire |
| --------- | ------------------- | -------------------- | ------------------------- |
| Oxygène   | 6                   | 95,99                | 38,84 %                   |
| Silicium  | 2                   | 56,17                | 22,72 %                   |
| Calcium   | 1                   | 40,08                | 16,21 %                   |
| Manganèse | 1                   | 54,94                | 22,23 %                   |
|           | Total : 10 éléments | Total : 247,186 u    | Total : 100 %             |

De nombreuses impuretés sont rencontrées dans la johannesénite : le titane, l'aluminium, le fer, le magnésium, le sodium, le potassium, le carbone, le phosphore et l'eau.
Cette composition place le minéral :
- Selon la classification de Strunz : dans la classe des silicates (IX), plus précisément dans la classe des inosilicates (09.D) de la famille des pyroxènes avec deux chaînes périodiques simples du groupe d'éléments Si2O6 ;
- Selon la classification de Dana : dans la classe des inosilicates de chaînes non ramifiées à simple largeur (65) de période W = 1 (65.1).

### Cristallochimie
- La johannsénite forme une série avec le diopside et l'hédenbergite.
- Elle fait partie du groupe des pyroxènes et du sous-groupe des clinopyroxènes calciques :

| Minéral       | Formule                        | Groupe ponctuel     | Groupe d'espace                       |
| ------------- | ------------------------------ | ------------------- | ------------------------------------- |
| Augite        | (Ca,Na)(Mg,Fe,Al,Ti)(Si,Al)2O6 | {\displaystyle 2/m} | {\displaystyle C} {\displaystyle 2/m} |
| Essenéite     | CaFeAlSiO6                     | {\displaystyle 2/m} | {\displaystyle C} {\displaystyle 2/m} |
| Diopside      | CaMgSi2O6                      | {\displaystyle 2/m} | {\displaystyle C} {\displaystyle 2/m} |
| Johannsénite  | CaMnSi2O6                      | {\displaystyle 2/m} | {\displaystyle C} {\displaystyle 2/m} |
| Hédenbergite  | CaFeSi2O6                      | {\displaystyle 2/m} | {\displaystyle C} {\displaystyle 2/m} |
| Petedunnite   | Ca(Zn,Mn,Fe,Mg)Si2O6           | {\displaystyle 2/m} | {\displaystyle C} {\displaystyle 2/m} |
| Davisite (en) | Ca(Sc,Ti,Mg,Ti)AlSiO6          | {\displaystyle 2/m} | {\displaystyle C} {\displaystyle 2/m} |

### Cristallographie
La johannsénite cristallise dans le système cristallin monoclinique. Son groupe d'espace est {\displaystyle C} {\displaystyle 2/m}.
- Les paramètres de la maille conventionnelle sont : {\displaystyle a} = 9.87Å, {\displaystyle b} = 9.04Å, {\displaystyle c} = 5.27Å, β = 105.54°, Z = 4 unités formulaires par maille (volume de la maille V = 453.03 Å3).
- La masse volumique calculée est 3,52 g/cm3 (sensiblement égale à la densité mesurée).

## Gîtes et gisements

### Gîtologie et minéraux associés
Gîtologie
La johannsénite se trouve dans les calcaires métasomatisés ou dans les skarns manganésifères.
Elle se trouve aussi dans les quartz ou dans les veines de calcite recoupant les rhyolites.
Minéraux associés
Rhodonite, divers oxydes de manganèse

### Gisements producteurs de spécimens remarquables
- Allemagne

Saint-Andreasberg, District de Goslar, Monts Harz, Basse-Saxe
- Australie

North Mine, Broken Hill, Comté de Yancowinna (en), Nouvelle-Galles du Sud
- États-Unis

Mine Iron Cap, Landsman Camp, Aravaïpa, Monts Santa Teresa, District d'Aravaïpa, Comté de Graham, Arizona
- France

Mine du Costabonne, Prats-de-Mollo-la-Preste, Céret, Pyrénées-Orientales, Languedoc-Roussillon
- Italie

Mine Valgraveglia, Val Graveglia, Ne, Province de Gênes, Ligurie
- Japon

Mine Yatani, Yonezawa, Préfecture de Yamagata, Tōhoku,
- Mexique

Mine Espiritu Santo, Mineral del Monte, Municipalité de Mineral del Monte, État d'Hidalgo
- Suède

Mine Harstigen, Pajsberg, district de Persberg, Långban, Filipstad, Comté de Värmland,